# Donovan (album)
Pour les articles homonymes, voir Donovan.
Albums de Donovan
Slow Down World
(1976) Neutronica
(1980)
Donovan est le quatorzième album studio de Donovan, sorti en 1977.
Le chanteur y retrouve son ancien producteur Mickie Most, qui produit et distribue l'album sur son label Rak Records (aux États-Unis, l'album est publié par Arista Records). Après l'échec commercial de cet album, les albums de Donovan ne paraissent plus aux États-Unis jusqu'en 1984.

## Titres
Toutes les chansons sont de Donovan Leitch.

### Face 1
1. Local Boy Chops Wood – 3:11
2. Astral Angel – 4:37
3. The Light – 4:12
4. Dare to Be Different – 3:55
5. Brave New World – 4:44

### Face 2
1. Lady of the Stars – 3:02
2. International Man – 4:02
3. Sing My Song – 3:08
4. Maya's Dance – 3:45
5. Kalifornia Kiddies – 3:49